# Euronext Paris
Euronext Paris is de effectenbeurs van Frankrijk, gevestigd in Parijs. In 2000 fuseerde de beurs van Parijs met die van Amsterdam, Lissabon en Brussel tot Euronext NV. Sindsdien is de beurs van Parijs een dochteronderneming van Euronext. De bedrijven genoteerd aan Euronext Paris hebben een gezamenlijke beurswaarde van 3,5 biljoen Amerikaanse dollar.